# 衛栄光
衛 栄光（えい えいこう、Wei Rongguang、? - 1892年）は、清末の官僚。字は靜瀾。河南省新郷県出身。
1852年に進士となり、庶吉士に選ばれ、編修となった。1859年、湖南巡撫胡林翼の求めに応じて軍務につき、荊州将軍ドロンガ（多隆阿）に従って太平天国軍と戦い、黄州各郡を攻略し、安徽省に入って太湖・潜山を陥落させた。その後、胡林翼の掃討戦に従ったが、少数の兵で多数の敵を撃破するのを得意とした。
1861年、胡林翼が死去すると、北京に戻ることにしたが、その途中、新郷県に山東省から捻軍が侵入したため、団練を組織して防衛にあたった。1862年に北京に到着し、翰林院侍講に任命され、翌年には侍講学士に昇進した。その後、済東泰武臨道、山東塩運使、按察使を歴任した。1865年、捻軍の頼文光・張宗禹が山東省に入ると、衛栄光は山東巡撫の閻敬銘から黄河の防衛を委ねられ、捻軍を大敗させた。1867年、捻軍の勢いが再び増したため山東巡撫の丁宝楨は省境を越えて出撃し、衛栄光が団練を率いて省城の防衛にあたったが、敵を寄せ付けなかった。
1875年、安徽按察使となり、さらに浙江布政使に遷った。その後、山西巡撫となり、1882年に江蘇巡撫に異動した。1886年、浙江巡撫となり、再び山西巡撫となった。その後、病で引退した。